# غودفري هارولد هاردي
جورج هارولد هاردي (بالإنجليزية: Godfrey Harold Hardy)‏ (1877-1947) عالم رياضيات بريطاني، اشتهر بمساهماته في نظرية الأعداد والتحليل الرياضي.

## سيرته الذاتية

### عمله
كان يعمل بجامعة كامبريدج
عمل مع سرينفاسا أينجار رامانجن
حيث أنتجا نظريات بالتكامل بالتجزيء

## وصلات خارجية
- غودفري هارولد هاردي على موقع الموسوعة البريطانية (الإنجليزية)
- غودفري هارولد هاردي على موقع إن إن دي بي (الإنجليزية)